# Josef Znoj
Josef Znoj (rodným jménem Josef Znoy, 16. března 1897 Kyjov – 7. května 1942 Koncentrační tábor Mauthausen) byl československý legionář, četník a odbojář z období druhé světové války popravený nacisty.

## Život

### Mládí a první světová válka
Josef Znoy se narodil 16. března 1897 v Kyjově v rodině pekaře Jiljího Znoye a Žofie rozené Zlámalové a stejně jako jeho otec se stal pekařem. V první světové válce bojoval v c. a k. armádě na italské frontě, kde také 23. srpna 1917 padl do zajetí. Do Československých legií se přihlásil 4. března 1918, zařazen byl 11. dubna téhož roku. Po návratu do Československa byl přijat k četnictvu, oženil se v červenci 1922.

### Protinacistický odboj
Do německé okupace v roce 1939 dosáhl Josef Znoj hodnosti vrchního strážmistra a stal se velitelem četnické stanice ve Velkých Karlovicích. Po okupaci se zapojil do odbojové organizace Obrana národa. Skupina operující na Ostravsku a Valašsku kromě budování struktur pro případné povstání prováděla zpravodajskou činnost, pomáhala s převáděním osob na Slovensko a podporovala příslušníky sovětských výsadků. Nadstrážmistr Josef Znoj stejně jako pplk. František Žebrák a mnozí další členové odboje se stali obětí rozsáhlé vlny zatýkání gestapem začátkem října 1941. Vězněn byl nejprve ve věznici krajského soudu v Moravské Ostravě, poté od 17. ledna 1942 v brněnských Kounicových kolejích. Dne 20. ledna 1942 byl stanným soudem odsouzen k trestu smrti, dne 3. února 1942 pak převezen do koncentračního tábora Mauthausen. Popraven byl 7. května 1942 tamtéž.

## Posmrtná ocenění
- Připomínka Josefa Znoje se nachází v expozici muzea ve Velkých Karlovicích.